# 港島皇悅酒店
港島皇悅酒店（英語：Empire Hotel Hong Kong），為香港的一間四星級酒店，位處香港島灣仔軒尼詩道33號，鄰近港鐵灣仔站，酒店於1992年開幕，樓高21層，共提供360間豪華客房，包括325間寬敞舒適的客房，以及34間豪華套房，更設1間總統套房，由皇悅國際酒店集團管理。
港島皇悅酒店是2009年東亞運動會的運動員酒店。

## 酒店設施
- 健身室
- 室外泳池
- 禮品部
- 商務中心
- 宴會廳
- 餐廳
- 酒廊

## 餐廳
- 扒王之王（西餐）餐廳資料
- 皇悅酒店大堂酒廊（酒廊）餐廳資料
- 港島皇悅酒店消閑廊（酒吧）餐廳資料
- 龍皇酒家（中菜）餐廳資料

## 參看
- 香港酒店列表
- 九龍皇悅酒店
- 皇悅國際酒店集團

## 外部連結
- 港島皇悅酒店 （页面存档备份，存于）